# Scutellaria incana
Scutellaria incana là một loài thực vật có hoa trong họ Hoa môi. Loài này được Spreng. miêu tả khoa học đầu tiên năm 1807.

## Hình ảnh

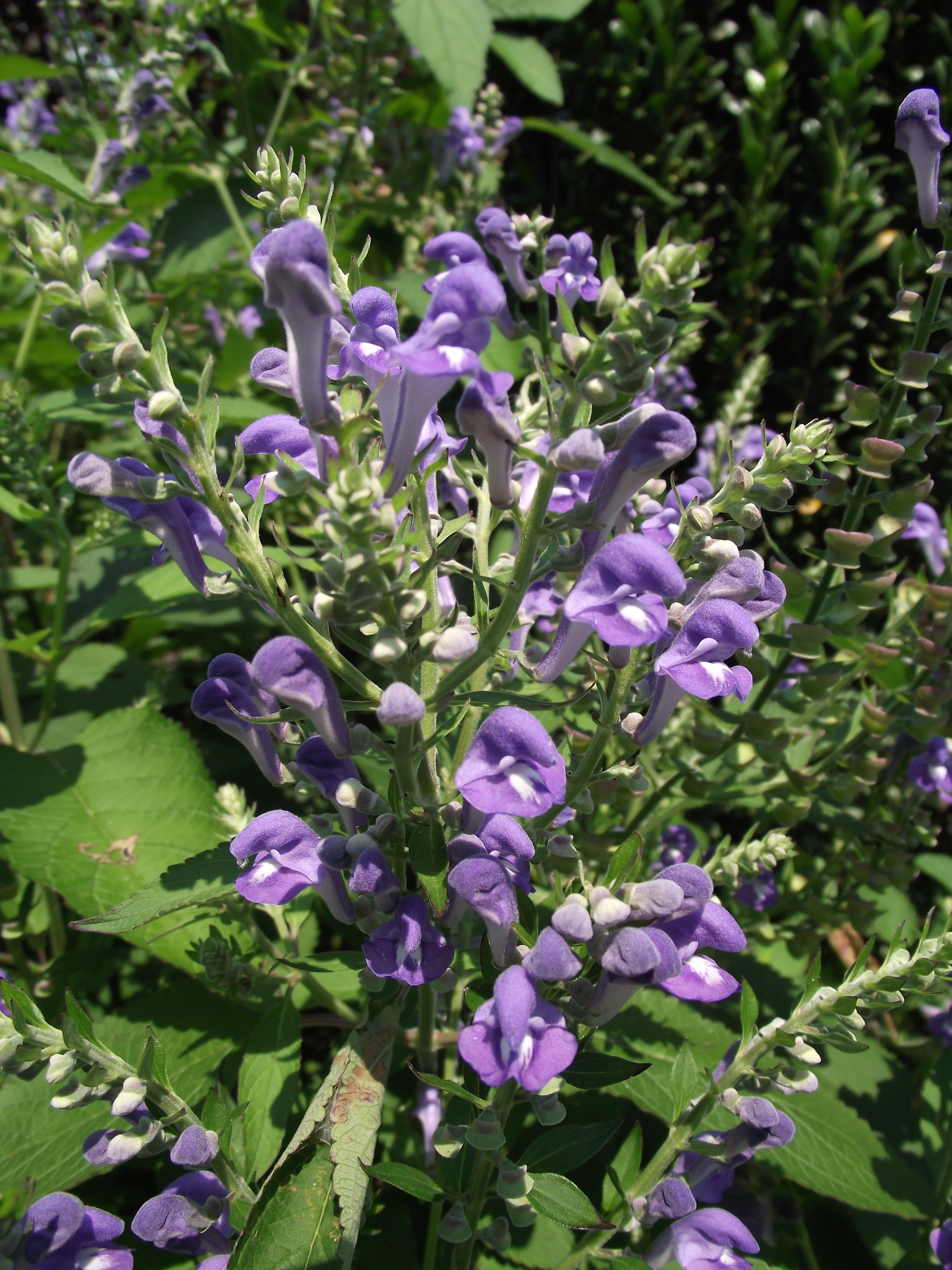